# Полоз червоноспинний

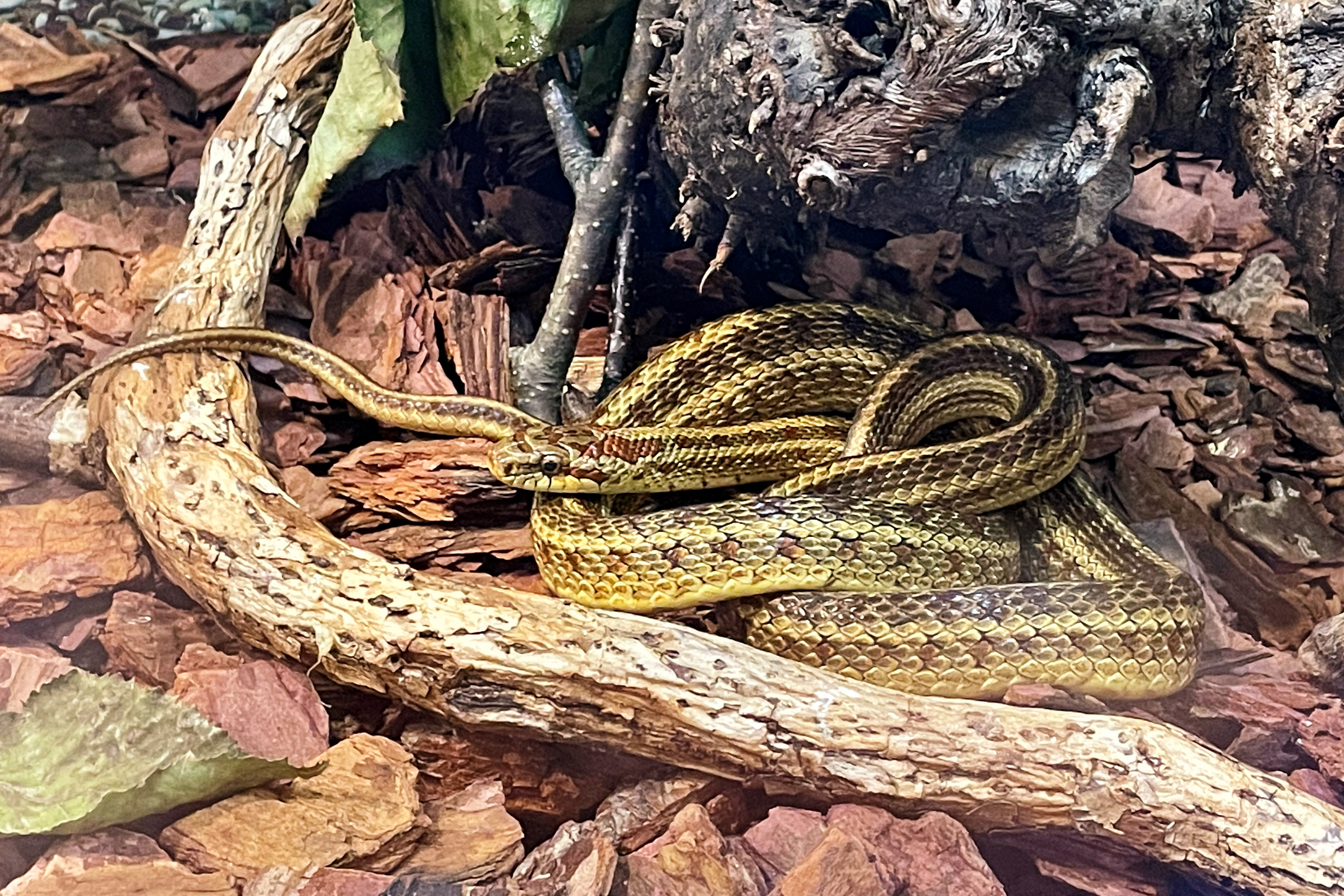
У Сахалінському зоопарку

Полоз червоноспинний (Oocatochus rufodorsatus) — вид змій родини полозових (Colubridae). Поширений в Південно-Східній Азії. Мешканець прибережних ландшафтів. Монотипний вид .
Донедавна полоза червоноспинного розглядали як один із видів полозів-елафів (Elaphe).

## Опис
Змія середнього розміру до 78 см завдовжки. Довжина тіла (L. — довжина тіла від кінчика морди до клоаки) до 53 см. Хвіст (L.cd.) середньої довжини: співвідношення  L./L.cd. складає 3,5—5,9. Самиці дещо більші, ніж самці. Невелика витягнута голова злегка розширена в основі, досить чітко відмежована від шиї. Ніздря прорізана в одному великому щитку, розділеному знизу. Очі відносно великі; зіниця ока кругла. Верхньощелепні зуби приблизно однакового розміру і розташовані безперервним рядом.

### Лускатий покрив
Тіло вкрите гладенькою лускою. Черевні щитки з боків черева не утворюють ребер.
Навколо середини тулуба (Sq.) 21 луска. Черевних щитків (Ventr.) у самців налічується 154—173, у самок — 154—173. Підхвостових щитків (Scd.) у самців 56—68 пар,  у самок — 46—55 пар. Анальний щиток розділений (А. 1/1). 
Голова вкрита парними і непарними щитками. Ширина міжщелепного щитка значно більша за його висоту, зверху він тупим кутом вклинюється між міжносовими щитками.  Вилицевий щиток 1. Передорбітальний щиток 1; підорбітальний відсутній. Верхньогубних щитків 7, рідко 8, з них два торкаються ока.

### Забарвлення
Верхня сторона тулуба має буро-коричневе або оливково-коричневе забарвлення. Малюнок складається з 4 рядків витягнутих у довжину темних, зазвичай у світлій окантовці, плям, які зливаються в задній половині тулуба в суцільні вузькі смуги, що продовжуються і на верхній поверхні хвоста. У лобній області на лобному й передлобному щитках є характерний малюнок із 4 косих темних смуг, що попарно сходяться під гострим кутом та ззаду переходять у 2 короткі тулубні смужки з боків шиї. З боків голови від заднього краю очей до кутів рота тягнеться вузька чорна смужка, в деяких випадках заходить на шию й передню частину тулуба. Черево жовтуватого кольору з чорними, витягнутими впоперек, плямами, місцями розташованими в шаховому порядку. 

## Поширення
Вид поширений у Північно-Східному і Східному Китаї, Кореї, Тайвані, Приморському краї Росії.

## Особливості біології
Населяє переважно зволожені місцевості, береги озер та річок, прибережні чагарники, рідколісся та кам'янисті горби. Добре плаває й пірнає. Активний зранку та в присмерку.
Полоз червоноспинний належить до яйцеживородних змій. Наприкінці вересня — у жовтні самиця народжує 8—20 дитинчат 16,5—18 см завдовжки. 
Живиться переважно дрібною рибою та земноводними

## Охорона
Стан більшості природних популяцій виду в межах ареалу залишається більш-менш стабільним. Саме тому він, згідно Червоного списку МСОП, отримав охоронний статус «відносно благополучний вид». Стан більшості популяцій полоза залишається неясним. 